# Corona de flores
Una corona de flores, corona floral o corona fúnebre es un arreglo de flores, hojas, frutas, ramas u otros materiales, con forma de anillo, que se confecciona con diversos propósitos, usualmente funerarios, para honrar a los difuntos, pero también para adornar tumbas o en ciertas celebraciones, como por ejemplo el Día de Muertos, en México.
Las flores como elemento funerario provienen desde los albores de la humanidad. Se han encontrado restos fúnebres de neandertales acompañados por flores. Las coronas de flores se utilizaron en civilizaciones como las del antiguo Egipto, la antigua Grecia y la antigua Roma, siempre como símbolo religioso y divino. En Mesoamérica, las flores también se han usado para honrar a difuntos y dioses. Esta tradición ha llegado a la actualidad de la mano de religiones contemporáneas que las han incorporado desde sus inicios, como el cristianismo.
|                                    |
| Corona de flores usada en Navidad. |

| |
| Corona de oro del entierro de un aristócrata odrisiano en Golyamata Moguila, Yámbol, Bulgaria, a mediados del siglo IV a. C. |

|                                                       |
| Coronas alrededor de la tumba de Andréi Sájarov, 1990 |